# Chu Xuân
Chu Xuân (chữ Hán: 朱椿; 4 tháng 4 năm 1371 – 22 tháng 3 năm 1423), được biết đến với tước hiệu Thục Hiến vương (蜀獻王), là hoàng tử của Minh Thái Tổ Chu Nguyên Chương, hoàng đế đầu tiên của nhà Minh.

## Cuộc đời
Chu Xuân là hoàng tử thứ 11 của Minh Thái Tổ, mẹ là Quách Huệ phi (郭惠妃). Quách thị là con gái của Trừ Dương vương Quách Tử Hưng (郭子興). Chu Xuân là anh cùng mẹ với Đại Giản vương Chu Quế, Dục vương Chu Huệ, Vĩnh Gia Trinh Ý Công chúa và Nhữ Dương Công chúa.
Chu Xuân tính tình nhân hậu, hiếu thảo, lại học sâu hiểu rộng nên vua cha gọi ông là "Thục tú tài". Khi còn ở kinh đô, ông lập một nhà để đọc sách, những lúc nhàn rỗi thường cùng các nho sĩ luận bàn kinh sử.
Mùa đông năm Hồng Vũ thứ 18 (1385), Thái Tổ phong ông làm Thục vương (蜀王), năm thứ 22 ban cho thái ấp tại Thành Đô, Tứ Xuyên ngày nay. Ngoài ra, Thục vương Chu Xuân cũng rất quan tâm đến Phật giáo, thương viếng thăm Nga Mi Sơn.
Khi Minh Thành Tổ lên ngôi, những lần vào chầu, Thục vương Chu Xuân đều được vua anh ban thưởng hậu hĩnh gấp đôi so với các phiên vương khác. Khi em ruột của Chu Xuân là Dục vương Chu Huệ âm mưu phản nghịch, ông đã tố cáo với Thành Tổ, được vua khen ngợi.
Thục vương Chu Xuân qua đời vào năm Vĩnh Lạc thứ 21, thọ 53 tuổi, được ban thụy là Hiến (獻).

## Gia quyến

### Thê thiếp
- Thục Vương phi Lam thị (蓝氏), con gái của tướng Lam Ngọc, phong Vương phi năm Hồng Vũ thứ 18 cùng lúc với chồng.[1]
- Thứ phi Kim thị (金氏)

### Hậu duệ
Thục vương Chu Xuân có 6 con trai và 11 con gái.

#### Con trai
1. Chu Duyệt Liêm (朱悅燫; 1388 – 1409), con của Lam Vương phi, sơ phong Thế tử, mất trước khi tập tước, thụy là Điệu Trang (悼莊), sau truy phong làm Thục Trang vương (蜀莊王).
  1. Chu Hữu Dục (朱友堉; 1401 – 1431), con trai trưởng, tập tước Thục vương, chết không con nối dõi.
  2. Chu Hữu Huân (朱友壎; 1409 – 1434), con trai thứ ba, tập tước Thục vương của anh trai, chết không con nối dõi.
2. Chu Duyệt Diệu (朱悅燿; 1392 – 1433), con của Kim Thứ phi, tước phong Hoa Dương Quận vương (華陽郡王), thụy Điệu Ẩn (悼隱). Duyệt Diệu tính khí ương ngạnh, tự phụ không theo khuôn phép, từng bị cha tống giam, nhưng cháu là Hữu Dục khuyên can nên mới được tha.[2] Tuy vậy, Diệu không tỏ ra ăn năn, lại luôn muốn tranh đoạt Vương vị với cháu mình. Minh Hiến Tông nhận thấy sự xung đột giữa hai chú cháu nên đã cho Diệu chuyển đến ở một vùng khác thuộc đất phong của Dân Trang vương Chu Biền (hoàng tử thứ 19 của Minh Thái Tổ).[3]
3. Chu Duyệt Tuấn (朱悅燇; 1393 – 1418), tước phong Sùng Đức Quận vương (崇寧郡王).
4. Chu Duyệt Hân (朱悅炘; 1395 – 1411), tước phong Sùng Khánh Quận vương (崇慶郡王), mất sớm không con nối.
5. Chu Duyệt Thiệu (朱悅𤉎; 1395 – 1461), con của vợ thứ, sơ phong Bảo Đức Quận vương (保寧郡王), tập tước Thục Hòa vương (蜀和王) sau khi hai người cháu qua đời mà không con nối dõi.
6. Chu Duyệt Hy (朱悅烯; 1407 – 1460), tước phong Vĩnh Xuyên Quận vương (永川郡王), thụy Trang Giản (莊簡).

#### Con gái
1. Trường Ninh Quận chúa (长宁郡主), lấy Cao Tối.
2. Phú Thuận Quận chúa (富顺郡主), lấy Cố Chiêm.
3. Toại Ninh Quận chúa (遂宁郡主), lấy Ngô Du.
4. Giang Tân Quận chúa (江津郡主), lấy Quản Năng.
5. Ngũ nữ, mất sớm.
6. Lục nữ, mất sớm.
7. Bồ Giang Quận chúa (蒲江郡主), lấy Lôi An.
8. Kim Đường Quận chúa (金堂郡主), lấy Lý Lương.
9. Thiều Hoa Quận chúa (昭化郡主), lấy Vương Hoành.
10. Thuận Khanh Quận chúa (顺庆郡主), lấy Lư Nãi.
11. Giang An Quận chúa (江安郡主), lấy Gia Thịnh.

## Thục vương thế hệ biểu
| Tước hiệu                 | Họ tên                    | Quan hệ                          | Tại vị      | Ghi chú |
| ------------------------- | ------------------------- | -------------------------------- | ----------- | --- |
| Thục Hiến vương (蜀獻王)  | Chu Xuân (朱椿)           | Hoàng tử thứ 11 của Minh Thái Tổ | 1385 – 1423 | Năm Hồng Vũ thứ 18 (1385) phong tước, năm Vĩnh Lạc thứ 21 (1423) qua đời, thọ 53 tuổi.                                                                  |
| Thục Trang vương (魯靖王) | Chu Duyệt Liêm (朱悅燫)   | Con trai trưởng của Chu Xuân     | Truy phong  | Năm Tuyên Đức thứ 10 (1435) được truy phong Vương. |
| Thục Tĩnh vương (蜀靖王)  | Chu Hữu Dục (朱友堉)      | Con trai trưởng của Duyệt Liêm   | 1424 – 1431 | Năm Vĩnh Lạc thứ 22 (1424) tập phong, qua đời không con nối dõi.                                                                                        |
| Thục Hy vương (蜀僖王)    | Chu Hữu Huân (朱友壎)     | Con trai thứ ba của Duyệt Liêm   | 1432 – 1434 | Năm Tuyên Đức thứ 7 (1432) tập phong, qua đời không con nối dõi.                                                                                        |
| Thục Hòa vương (蜀和王)   | Chu Duyệt Thiệu (朱悅𤉎)  | Con trai thứ năm của Duyệt Liêm  | 1435 – 1461 | Nguyên là Quận vương, tập phong năm Tuyên Đức thứ 10 (1435), thọ 67 tuổi.                                                                               |
| Thục Định vương (蜀定王)  | Chu Hữu Giai (朱友垓)     | Con trai trưởng của Duyệt Thiệu  | 1463        | Năm Thiên Thuận thứ 7 (1463) tập phong và qua đời trong năm đó, thọ 45 tuổi.                                                                            |
| Thục Hoài vương (蜀懷王)  | Chu Thân Chi (朱申鈘)     | Con trai trưởng của Hữu Giai     | 1464 – 1471 | Năm Thiên Thuận thứ 7 (1463) tập phong, qua đời năm Thành Hoá thứ 7 (1471), hưởng dương 25 tuổi.                                                        |
| Thục Huệ vương (蜀惠王)   | Chu Thân Tạc (朱申鑿)     | Con trai thứ ba của Hữu Giai     | 1472 – 1493 | Năm Thành Hoá thứ 8 (1472) tập phong, qua đời năm Hoằng Trị thứ 6 (1493), hưởng dương 35 tuổi.                                                          |
| Thục Chiêu vương (蜀昭王) | Chu Tân Hãn (朱賓瀚)      | Con trai thứ hai của Thân Tạc    | 1494 – 1506 | Năm Hoằng Trị thứ 7 (1494) tập phong, qua đời năm Chính Đức thứ nhất (1506), hưởng dương 27 tuổi.                                                       |
| Thục Thành vương (蜀成王) | Chu Nhượng Hú (朱讓栩)    | Con trai trưởng của Thân Tạc     | 1510 – 1547 | Năm Chính Đức thứ 5 (1510) tập phong, qua đời năm Gia Tĩnh thứ 26 (1547), hưởng thọ 48 tuổi.                                                            |
| Thục Khang vương (蜀康王) | Chu Chửng Dược (朱承爚)   | Con trai thứ ba của Nhượng Hú    | 1549 – 1558 | Năm Gia Tĩnh thứ 28 (1549) tập phong, qua đời năm thứ 36 (1558), hưởng dương 35 tuổi.                                                                   |
| Thục Đoan vương (蜀端王)  | Chu Tuyên Kỳ (朱宣圻)     | Con trai thứ ba của Nhượng Hú    | 1561 – 1612 | Năm Gia Tĩnh thứ 39 (1561) tập phong, qua đời năm Vạn Lịch thứ 40 (1612), không rõ bao nhiêu tuổi. Là người giữ chức Thục vương lâu nhất trong dòng họ. |
| Thục Cung vương (蜀恭王)  | Chu Phụng Thuyên (朱奉銓) | Con trai trưởng của Tuyên Kỳ     | 1615 – 1617 | Năm Vạn Lịch thứ 43 (1615) tập phong, qua đời năm thứ 45 (1617), thọ gần 50 tuổi.                                                                       |
| Thục Mẫn vương (蜀愍王)   | Chu Chí Thụ (朱至澍)      | Con trai trưởng của Phụng Thuyên | 1617 – 1644 | Năm Vạn Lịch thứ 45 (1617) tập phong, nhảy xuống giếng tự sát vào năm Sùng Trinh thứ 17 (1644) khi thái ấp thất thủ trước quân của Trương Hiến Trung.   |
| Thục vương (蜀王)         | Chu Biền Quỹ (朱平樻)     | Con trai thứ hai của Chí Thụ     | 1645 – 1662 | Năm Long Vũ thứ nhất (1645) tập phong, tự sát vào năm Vĩnh Lịch cuối cùng (1662) khi Vĩnh Lịch đế bị quân Thanh bắt giết, kết thúc dòng Thục vương.     |